# 崇文 (新加坡)
崇文（英語：Chong Boon；白話字：Chông-bûn）是新加坡宏茂橋的一個管理區。
崇文是德義（Teck Ghee）的一個區域，於新加坡宏茂橋集選區範圍內，選區的國會議員為洪鼎基與總理李顯龍等。